# Avenida Alonso de Ercilla
Avenida Alonso de Ercilla, es una arteria vial de la ciudad chilena de Chillán, cual está ubicada en el sector sur de la ciudad. Recibe su nombre al poeta español Alonso de Ercilla. 
Delimita a los barrios y poblaciones de La Araucana, Atacalco, Los Campos de Doña Beatriz, Palermo, San Vicente, Olímpica, Madrid, Los Lleuques, El Roble, Rosita O'Higgins, Mardones, Valenzuela Silva, Martín Ruiz de Gamboa, Sarita Gajardo, Abel Jarpa, Nueva Río Viejo, Los Volcanes, Las Crisálidas, Galilea, Doña Francisca, Doña Josefina, Brisas de San Agustín, Parques Andinos, Doña Rosa, Alonso de Ercilla y Las Delicias.

## Historia
El primer trazado de la avenida fue creado con el nombre de "Camino a La Vega" y corresponde al que está ubicado entre la avenida Barros Arana y calle Vicuña Mackenna, cual fue definido entre 1880 y 1920 con la creación de las poblaciones Mardones y Valenzuela Silva. Posteriormente, en 1953, el trazado se extiende a hasta Avenida Huambalí con la creación de la Población Rosita O'Higgins.
Un segundo trazado aparece en 1969 con la creación de la Población La Araucana, para que después, en la década de 1970, ambos trazados sean unidos con la creación de las villas Olímpica, Palermo y Los Lleuques. La extensión de la arteria vial a través del Camino a Las Mariposas, permitía la conexión con las localidades de El Emboque, Las Mariposas y Barriales. Ya en 1988, el Plan Regulador de la Municipalidad de Chillán, contemplaba el trazado de la avenida en línea recta, hasta conectar con la Avenida O'Higgins a través de las calles Gacitúa y Sotomayor.

### Proyecto
Entre 2011 y 2014 la avenida se convirtió en la zona más congestionada de vehículos en la ciudad, debido a que esta avenida era la única alternativa que conectaba la zona oriente con el centro de la ciudad. No fue hasta la intervención de Carabineros en 2014 que se pudo reducir el tiempo de tráfico en el lugar, y recién en 2016 con la apertura de la calle Esmeralda, arteria vial paralela, el tráfico consiguió ser disminuido de manera mínima.
Como parte del Plan Maestro de Transporte Urbano de la ciudad de Chillán, en el proyecto de "Mejoramiento Accesibilidad Sector Sur Oriente Chillán-Chillán Viejo" se espera que la avenida sea remodelada en todo su trazado, en conjunto a las avenidas Los Puelches, Las Rosas y Andrés Bello.
La primera etapa contempla la remodelación de la avenida, entre Avenida Circunvalación hasta la avenida Huambalí. La segunda etapa contempla la intervención de Avenida Los Puelches y Avenida Las Rosas, mientras que la tercera etapa, la remodelación de la avenida Andrés Bello. Como cuarta etapa y final, se espera que Alonso de Ercilla conecte con la Avenida Martín Ruiz de Gamboa, a través del actual trazado de la calle Tegualda, atravesando sectores como la Población Vicente Pérez Rosales, el Condominio Las Vertientes y el sector Eliana González, bordeando el Estero Las Lechuzas y obligando a la expropiación de propiedades.
Por su parte, la Municipalidad de Chillán, en su Plan Regulador, espera que esta avenida continúe su trazado al costado del Estero Las Lechuzas, hasta el futuro extremo poniente de la Avenida Circunvalación.